# Milton (Indiana)
Milton és una localitat dels Estats Units a l'estat d'Indiana. Segons el cens del 2000 tenia 611 habitants.

## Demografia
Segons el cens del 2000, Milton tenia 611 habitants, 235 habitatges, i 173 famílies. La densitat de població era de 873,7 habitants/km².
Dels 235 habitatges en un 33,6% hi vivien nens de menys de 18 anys, en un 59,1% hi vivien parelles casades, en un 10,2% dones solteres, i en un 26% no eren unitats familiars. En el 23,4% dels habitatges hi vivien persones soles el 10,2% de les quals corresponia a persones de 65 anys o més que vivien soles. El nombre mitjà de persones vivint en cada habitatge era de 2,6 i el nombre mitjà de persones que vivien en cada família era de 3,06.
Per edats la població es repartia de la següent manera: un 27,3% tenia menys de 18 anys, un 7,2% entre 18 i 24, un 31,9% entre 25 i 44, un 20,3% de 45 a 60 i un 13,3% 65 anys o més.
L'edat mediana era de 35 anys. Per cada 100 dones de 18 o més anys hi havia 92,2 homes.
La renda mediana per habitatge era de 35.167 $ i la renda mediana per família de 36.635 $. Els homes tenien una renda mediana de 30.250 $ mentre que les dones 18.036 $. La renda per capita de la població era de 15.131 $. Entorn del 10,2% de les famílies i l'11,3% de la població estaven per davall del llindar de pobresa.

## Poblacions més properes
El següent diagrama mostra les poblacions més properes.